# Giuseppe Schirò (storico)
Giuseppe Schirò (Monreale, 9 luglio 1927 – Palermo, 4 gennaio 2007) è stato un presbitero, archivista e storico italiano.

## Biografia

### Formazione
Nasce a Monreale il 9 luglio 1927. Dopo le scuole elementari prosegue gli studi presso il Seminario arcivescovile di Monreale, e viene ordinato presbitero nella Cattedrale di Monreale dall'arcivescovo Francesco Carpino il 15 agosto 1951 insieme a mons. Francesco Sparacio. Dallo stesso arcivescovo è scelto come suo segretario particolare e dal 1954 al 1956 lavora al riordino dell’Archivio Storico Diocesano con mons. Paolo Collura.
A Monreale insegna presso il  Seminario diocesano, svolge il suo ministero nella chiesa del Carmine e del Rosario e diviene assistente dei giovani di Azione Cattolica. È nominato primo parroco della Collegiata del SS. Salvatore Crocifisso, elevata a parrocchia nel 1963 dall’arcivescovo Corrado Mingo.

### Storico, bibliotecario e archivista
Dal 25 maggio 1955 al 1986 dirige la Biblioteca Comunale di Monreale. 
Nel 1968 ottiene dalla Santa Sede la dispensa dagli obblighi ecclesiastici e sposa Anna Intravaia.
Nell’anno accademico 1981-82 consegue la laurea in Lettere classiche presso l’Università degli Studi di Palermo e nel 1989 il Diploma di Archivistica, Diplomatica e Paleografia presso l’Archivio di Stato di Palermo. Inizia ad insegnare materie letterarie in vari istituti privati. Dal 1961 è socio dell'Associazione italiana biblioteche e dal 1964 dell'Associazione Archivistica Ecclesiastica e membro della Società Siciliana per la Storia Patria.
Per incarico dell'amministrazione cittadina di Monreale si occupa a più riprese (1963, 1994 e 2003), del riordino dell'Archivio Storico Comunale. Nel 2006 cura il riordino dell'Archivio dell'ex Ospedale S. Caterina di Monreale e si devono a lui anche interventi di recupero e ordinamento di altri archivi ecclesiastici delle diocesi di Monreale, Palermo, Agrigento, Cefalù, Piana degli Albanesi e di quasi tutte le parrocchie della diocesi di Monreale.
Per volere dell’arcivescovo Mons. Salvatore Cassisa a metà degli anni '80 si occupa del riordino e dell’inventariazione dell’Archivio Storico Diocesano di Monreale, di cui fu Direttore per più di dodici anni, che verrà aperto al pubblico il 23 marzo 1993. È stato autore di diverse opere sulla storia culturale ed ecclesiale monrealese, che ne fanno insieme al can. Gaetano Millunzi, un punto di riferimento sulla storia dei normanni in Sicilia, su Monreale, la sua diocesi, la sua città, la sua Cattedrale d’oro.
Muore a Palermo il 4 gennaio 2007.

## Onorificenze
Nel 2006 è insignito dal Santo Padre Benedetto XVI dell’onorificenza “Pro Ecclesia et Pontifice”, in riconoscimento “della benemerenza per gli archivi ecclesiastici della Sicilia”. 
Nel 2011 l’amministrazione comunale di Monreale gli ha intitolato l'Archivio Storico Comunale.
Nell’ottobre 2012 la sua biblioteca e il suo archivio personale sono stati donati dagli eredi al Seminario arcivescovile di Monreale, essendo espressa volontà testamentaria del prof. Schirò che venissero donati al Seminario in cui si era formato. Dal 2017 il suo archivio è custodito presso l’Archivio Storico Diocesano di Monreale, per favorirne una migliore fruibilità.

## Pubblicazioni
- Giuseppe Schirò, Monreale nel centenario dell'Unità d'Italia, in Archivio Storico Siciliano, Società Siciliana per la Storia Patria, serie 3 (1961).
- Giuseppe Schirò, Monreale capitale normanna, Palermo, Sud Europa, 1978.
- Giuseppe Schirò e Pino Giacopelli, Tuttamonreale: guida storico-artistica, Palermo, La Palma, 1981.
- Giuseppe Schirò, Monreale: territorio, popolo e prelati dai normanni ad oggi, Palermo, Augustinus, 1984.
- Giuseppe Schirò, La Controriforma nel '600 monrealese : Girolamo Venero y Leyva, Palermo, Kefa, 1986.
- Giuseppe Schirò, Ordinamento e inventariazione dell'archivio storico arcivescovile di Monreale, Città del Vaticano, in Bollettino dell’Associazione Archivistica Ecclesiastica, 1987-1988,  pp. 164-169.
- Giuseppe Schirò, Il fondo "carte processuali sciolte" dell'archivio storico dell'Arcivescovato di Monreale, Monreale, 1988.
- Giuseppe Schirò, Proteggerò questa città... fede e cultura di un popolo: il Crocefisso di Monreale, Monreale, 1988.
- Giuseppe Schirò, L'archivio storico del Duomo di Monreale, Monreale, 1989.
- Giuseppe Schirò, Monreale: città di re e di vescovi, in L'anno di Guglielmo, 1189-1989: Monreale, percorsi tra arte e cultura, Palermo, Dorica, 1989,  pp. 39-59.
- Giuseppe Schirò, Il fondo Mensa dell'archivio storico dell'Arcivescovato di Monreale, 2 vols, Monreale, 1990.
- Giuseppe Schirò, Il Carmine di Monreale, Monreale, 1990.
- Giuseppe Schirò, Il Castellaccio di Monreale, Palermo, Tip. Accademia nazionale di scienze, lettere e arti, 1990.
- Giuseppe Schirò, Monreale: Città dal tempio d’Oro, Palermo, Mistretta, 1990, 1992, 1996, 1998, 2002, 2003, 2007 (edizione tradotta in varie lingue).
- Giuseppe Schirò, Monreale nella stampa, Palermo, Centro Culturale Federico II, 1990.
- Giuseppe Schirò, Monreale vista dagli altri: conferenza tenuta nel Palazzo di Città di Monreale, Palermo, Centro Culturale Federico II, 1990.
- Giuseppe Schirò, L'archivio storico del Duomo di Monreale: relazione e inventario, Monreale, 1991.
- Giuseppe Schirò, L’archivio storico della Collegiata di Monreale, 2 vols., Monreale, 1991-1992.
- Giuseppe Schirò, Le Biblioteche di Monreale: la Biblioteca del Seminario e la Biblioteca comunale, Palermo, Sellerio, 1992.
- Giuseppe Schirò, Cappella Palatina, Palermo, Mistretta, 1992, 2003.
- Giuseppe Schirò, Guida turistica di Monreale e dintorni, Palermo, Mistretta, 1992.
- Giuseppe Schirò, Risanamento architettonico, musealizzazione, introduzione di nuove tecnologie per la fruizione del complesso del Duomo di Monreale: studio di carattere generale sulla storia del Duomo e della Diocesi di Monreale, Palermo, Regione Siciliana, Assessorato ai beni culturali e ambientali, Centro Regionale per la progettazione ed il restauro, 1993.
- Giuseppe Schirò, L’Archivio storico diocesano di Cefalù: ordinamento e inventario, 1995.
- Giuseppe Schirò, L'archivio storico del Capitolo della Chiesa Cattedrale di Agrigento: ordinamento ed inventario, 1996.
- Giuseppe Schirò, L'Archivio storico Comunale di Monreale: ordinamento e guida. Inventario con annotazioni sugli altri archivi storici di Monreale, in Archivio Storico Siciliano, Società Siciliana per la Storia Patria, ser. 4, vol. 24 (1998), fasc. 1,  pp. 604-633.
- Giuseppe Schirò, Guida dell'Archivio storico della Famiglia Mandralisca, Cefalù, Fondazione Culturale Mandralisca, 2000.
- Giuseppe Schirò, Archivio storico diocesano di Monreale: memoria e pastorale, Palermo, Provincia regionale di Palermo, 2007.
- Giuseppe Schirò, Archivio storico del Duomo di Monreale e di altre matrici e istituzioni ecclesiastiche dell'Arcidiocesi di Monreale: memoria e pastorale. 2, Palermo, Provincia regionale di Palermo, 2008.